# 劉海霞
劉海霞（1980年10月23日—），中國女子舉重運動員，吉林省梨樹縣出生。

## 生涯
劉海霞於1994年在吉林省四平市業餘體育學校接受舉重訓練，教練是王岩。同年，她轉到吉林省長白山體育運動學校接受訓練，運于波為她這兩年間的教練。1996年，她晉身至吉林隊。5年後，她被提拔至國家隊，王成林為她的教練。2003年時，她轉為代表天津隊，教練馬汝敬，直止今日。
1999年9月在陝西舉行的四城會中，劉海霞於舉重項目的女子69公斤級小項中摘下金牌。兩年後在廣州舉行的九運會中，當時還是吉林隊的劉海霞在舉重項目的女子69公斤級小項以7.5公斤的差距不敵山東對劉春紅，為吉林摘下一面銀牌。翌年的全國冠軍賽，她成為女子69公斤小項的冠軍得主。同年，她在世界大學生運動會中奪得同一小項賽事的金牌。
2005年，劉海霞在十運會中取得一面銀牌，東時她在女子69公斤級小項中以2.5公斤的優勢壓過銅牌得主的上海對手李岩。同年11月，她贏得世界錦標賽的錦標。次年的多哈亞運，她在舉重項目的女子69公斤級小項中以30公斤的距離，摘下中國隊於該屆亞運中的第33面金牌。
2007年5月，劉海霞在合肥奪得全國錦標賽的冠軍。而在1個月前，她分別掄下亞洲錦標賽中女子69公斤級的抓舉、挺舉及總成績的三個第一(亞洲錦標賽與奧運、亞運等有所不同，同一小項再分為三個細項比賽)。
劉海霞在泰國舉行世界舉重錦標賽中，在女子63公斤級比賽，1人獨攬抓舉、挺舉及總成績3面金牌，並打破總成績的世界紀錄 。

## 資料來源
1. ↑  .   [2007-06-13]. （原始内容存档于2007-09-29）.
2. ↑  .   [2016-05-18]. （原始内容存档于2017-02-20）.
3. ↑  .   [2007-06-13]. （原始内容存档于2021-01-25）.